# Jelena Vajenga
Jelena Vladimirovna Vajenga (rusky Елена Владимировна Ваенга, rodným příjmením Chruljova, * 27. ledna 1977 Severomorsk, Murmanská oblast, SSSR) je ruská popová zpěvačka, autorka písní a herečka. Zasloužilá umělkyně Ruské federace (2025), zasloužilá umělkyně Republiky Marij El (2017).
Je držitelkou několika ocenění, včetně ceny Šanson roku, a vnučkou kontradmirála Vasilije Semjonoviče Žuravěla. Vítězka druhé sezóny soutěže Fantastika.
Jméno Vajenga je odvozeno od názvu řeky Vajengy na Kolském poloostrově. Rodné město Jeleny, Severomorsk, bylo až do 18. dubna 1951 rozděleno na Horní a Dolní Vajengu. Základem jména i uměleckého pseudonymu je sámské slovo „sobí samice“ (v kildinském sámštině vajongg). Pseudonym pro ni vymyslela její matka.